# 단풍잎이여 영원하라

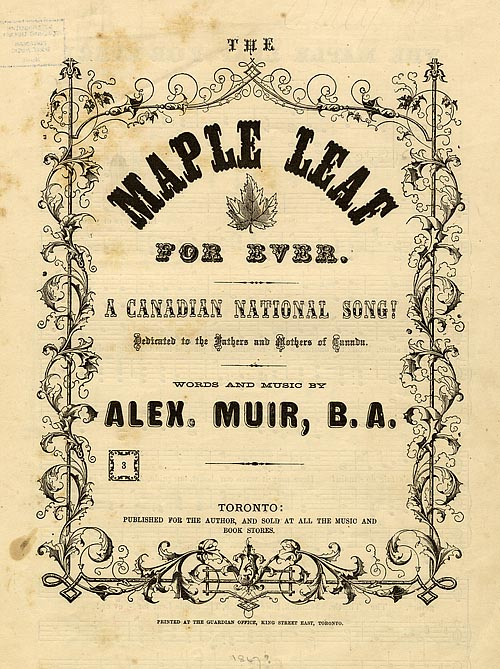

단풍잎이여 영원하라(영어: The Maple Leaf Forever)는 캐나다의 옛 사실상 국가로 영국의 식민지 시절 영국을 찬양하기 위해 작사 작곡된 국가이다. 1980년까지 정부기관과 단체에 써진 이 노래는 현재는 캐나다 육군 사단 군악대에서 기념일에 쓰이는 행진곡으로 간간히 불리고 있다. 1982년에 영국이 캐나다 지배에 완전히 물러 나가면서 "오 캐나다" (영어: O Canada)가 사용됐다.

## 역사
"The Maple Leaf Forever"는 캐나다 군인 알랙산더 무일 ({{|lang|en|Alexander Muir}})이 1866년 리지웨이의 배틀 (Battle of Ridgeway)에서 영국을 위해 싸운 뒤에 작사/작곡한 곡이다.

## 가사
1절
In days of yore, from Britain's shore,
Wolfe, the dauntless hero, came
And planted firm Britannia's flag
On Canada's fair domain.
Here may it wave, our boast our pride
And, joined in love together,
The thistle, shamrock, rose entwine
The Maple Leaf forever!
후렴
The Maple Leaf, our emblem dear,
The Maple Leaf forever!
God save our Queen and Heaven bless
The Maple Leaf forever!
2절
At Queenston Heights and Lundy's Lane,
Our brave fathers, side by side,
For freedom, homes and loved ones dear,
Firmly stood and nobly died;
And those dear rights which they maintained,
We swear to yield them never!
Our watchword evermore shall be
The Maple Leaf forever!
후렴
The Maple Leaf, our emblem dear,
The Maple Leaf forever!
God save our Queen and Heaven bless
The Maple Leaf forever!
3절
Our fair Dominion now extends
From Cape Race to Nootka Sound
May peace forever be our lot,
And plenteous store abound:
And may those ties of love be ours
Which discord cannot sever,
And flourish green o'er freedom's home
The Maple Leaf forever!
후렴
The Maple Leaf, our emblem dear,
The Maple Leaf forever!
And flourish green o'er freedom's home
The Maple Leaf forever!
3절
On merry England's far famed land
May kind heaven sweetly smile,
God bless old Scotland evermore
and Ireland's Em'rald Isle!
And swell the song both loud and long
Till rocks and forest quiver!
God save our Queen and Heaven bless
The Maple Leaf forever!
후렴
The Maple Leaf, our emblem dear,
The Maple Leaf forever!
God save our Queen and Heaven bless
the maple leaf forever!

## 해석
1절
오래전 영국의 바다에서
무적의 영웅 월프가 와서
캐나다의 평등한 땅에
브리태니아의 기를 단단히 꽂았네
파도가 치는 이곳은 우리의 자랑이자 자존심,
우리 모두 사랑하며 단합하자
엉겅퀴와 토끼풀과 장미에 둘러싸인
단풍잎이여 영원하라!
후렴
단풍잎, 우리의 소중한 국장이여
단풍잎이여 영원하라!
우리 여왕폐하께 축복이 있기를
단풍잎이여 영원하라!
2절
퀸스턴 하이츠와 런디즈 레인에서
우리는 용감한 조상들 사이에서
가정과 사랑하는 이들의 자유를 위해
꿋꿋하게 지키다가 숭고하게 희생했네
그리고 이들의 소중한 권리를 지켜내어
우리의 지위를 절대 넘겨주지 않겠다 맹세하네
우리의 표어는 변하지 않으리라
단풍잎이여 영원하라!
후렴
단풍잎, 우리의 소중한 국장이여
단풍잎이여 영원하라!
우리 여왕폐하께 축복이 있기를
단풍잎이여 영원하라!
3절
이제 우리의 식민지는 어느새 커져갔네
레이스곶에서 누카 해협까지
우리 땅에 영원한 평화가 있도록
많은 상점에 풍년이 들 것이라
우리를 향한 애정과 인연은
싸움과 투쟁도 막을 수 없으니
그리고 자유에 땅에 푸른 나무가 우거지리라
단풍잎이여 영원하라!
후렴
단풍잎, 우리의 소중한 국장이여
단풍잎이여 영원하라!
우리의 여왕폐하께 축복이 있기를
단풍잎이여 영원하라!
4절
즐거운 잉글랜드의 널리 알려진 땅에
천국은 감미로운 미소를 짓네
신께서 언제나 오래된 스코틀랜드와
아일랜드의 에메랄드빛 섬들을 축복하시니
힘차고 기나긴 우리의 노래가
바위와 숲에 사무치리라
우리의 여왕폐하께 축복이 있기를
단풍잎이여 영원하라!
후렴
단풍잎, 우리의 소중한 국장이여
단풍잎이여 영원하라!
우리의 여왕폐하께 축복이 있기를
단풍잎이여 영원하라!